# Сидрабини
Си́драбини (латыш. Sidrabiņi) — населённый пункт в Эргльском крае Латвии. Административный центр Сауснейской волости. Расстояние до посёлка Эргли составляет около 12 км.
По данным на 2017 год, в населённом пункте проживало 113 человек. Есть волостная администрация, детский сад, почта, скорая помощь, магазин и центр поддержки семьи.

## История
Ранее село являлось центром поместья Озоли (Охзельсхоф).
В советское время населённый пункт был входил в состав Сауснейского сельсовета Мадонского района, затем стал центром сельсовета.